# Internationale Vereinigung zur Verteidigung verfolgter Künstler überall auf der Welt
Die Internationale Vereinigung zur Verteidigung verfolgter Künstler überall auf der Welt (französisch: Association internationale de défense des artistes de la répression dans le monde; kurz: AIDA) war eine Vereinigung zum Schutz verfolgter Künstler.

## Geschichte
Gründungsanlass war der Prozess gegen den Schriftsteller Václav Havel, seinerzeit prominentester Unterzeichner der Charta 77, der dafür 1977 viereinhalb Jahre Haft für „staatsgefährdende Umtriebe“ erhielt.
Beim Prozess gegen Havel zugegen war seinerzeit der französische Theater- und Opernregisseur Patrice Chéreau. Ihm zugespielt wurden während des Prozesses heimlich angefertigte stenographische Berichte über den Verhandlungsverlauf, die er anschließend mit nach Paris nahm. Dort beriet er sich mit Ariane Mnouchkine, Gründerin und Leiterin des Théâtre du Soleil. Es folgte der Entschluss, zunächst einmal die Protokolle der Verhandlung zu einer szenischen Darstellung aufzubereiten. Mit der Aufführung im Oktober 1979 an Mnouchkines Theater kam es dann zur Gründung von AIDA.
Ein paar Monate später, kurz nach der Aufführung in München, an der Schauspieler wie Simone Signoret oder Hans-Christian Blech teilnahmen, konstituierte sich eine bundesdeutsche Sektion der AIDA.
Schwerpunkt der Arbeit der französischen Sektion war die Kritik an den Menschenrechtsverletzungen der Islamischen Heilsfront in Algerien sowie der französischen Algerien- und Flüchtlingspolitik.

## Publikationen
Der Verein ist Herausgeber mehrerer Bücher von denen eines auch in die deutsche Sprache übersetzt wurde:
- Ariane Mnouchkine, Hans Georg Berger u. a.: Der Prozeß gegen den Schriftsteller Wei Jingsheng. Herausgegeben von A.I.D.A. Übersetzung aus dem Französischen von Hans Georg Berger. Rowohlt Taschenbuch Verlag, Reinbek 1986, ISBN 3-499-1-5883-3